# Culex pusillus
Culex pusillus är en tvåvingeart som beskrevs av Macquart 1850. Culex pusillus ingår i släktet Culex och familjen stickmyggor. Inga underarter finns listade i Catalogue of Life.